# 사진학과

## 개요
사진 관련 예술 인재를 양성하는 학과이다. 일반적으로 광고사진과 예술사진으로 세부전공이 나누어지며, 학교에 따라 추가적인 세부전공을 두기도 한다.
단순히 사진을 더 잘 찍을 수 있는 법만 배우는 것은 아니다. 사진을 학문화한 사진학, 사진을 예술로 승화시킨 사진예술학, 사진의 역사 등을 배우고 피사체의 성질을 배우기도 한다.
사진가는 아무래도 광고업계에서 프리랜서로 일하는 경우가 많아서 광고학도 배우며 영상학도 배운다. 따라서, 영화영상학과, 광고홍보학과와 접점이 많다.
졸업 후에는 사진기자(신문사), 영상기자(방송국), 광고사진가, 사진작가, 큐레이터, 사진비평가, 카메라감독, 기업 홍보실, 사진영상 관련 학과 교수 등으로 진출한다.

## 개설 대학

### 2.1.전문대학
- 서울예술대학교 - 디자인학부 사진전공
- 계원예술대학교 - 사진예술과
- 신구대학교 - 사진영상미디어과
- 인천재능대학교 - 사진영상미디어과

### 2.2.4년제 대학
- 중앙대학교 - 공연영상창작학부 사진전공
- 상명대학교 - 사진영상미디어전공
- 경일대학교 - 사진영상학부
- 계명대학교 - 사진미디어과
- 대구예술대학교 - 사진영상미디어전공
- 경주대학교 - 웹툰사진전공
- 경성대학교 - 사진학과
- 광주대학교 - 사진영상드론학과
- 배재대학교 - 광고사진영상학과
- 순천대학교 - 사진미디어학과
- 중부대학교 - 사진영상학전공

### 2.3.일반 대학원
- 중앙대학교 - 조형예술학부 사진전공
- 한국예술종합학교 - 조형예술학부 매체미술 사진전공
- 홍익대학교 - 디자인학부 사진전공
- 상명대학교 - 사진영상미디어학과
- 경일대학교 - 미디어디자인학과
- 경성대학교
- 광주대학교
- 계명대학교
- 대구예술대학교
- 한림대학교

### 2.4.특수 대학원(야간)
- 중앙대학교 - 예술대학원 사진영상전공
- 홍익대학교 - 산업미술대학원 사진디자인전공
- 상명대학교 - 예술디자인대학원 디자인비주얼이미지전공

1. ↑  “학과정보 검색”. 2024년 5월 22일에 확인함.